# カンブリア郡 (ペンシルベニア州)

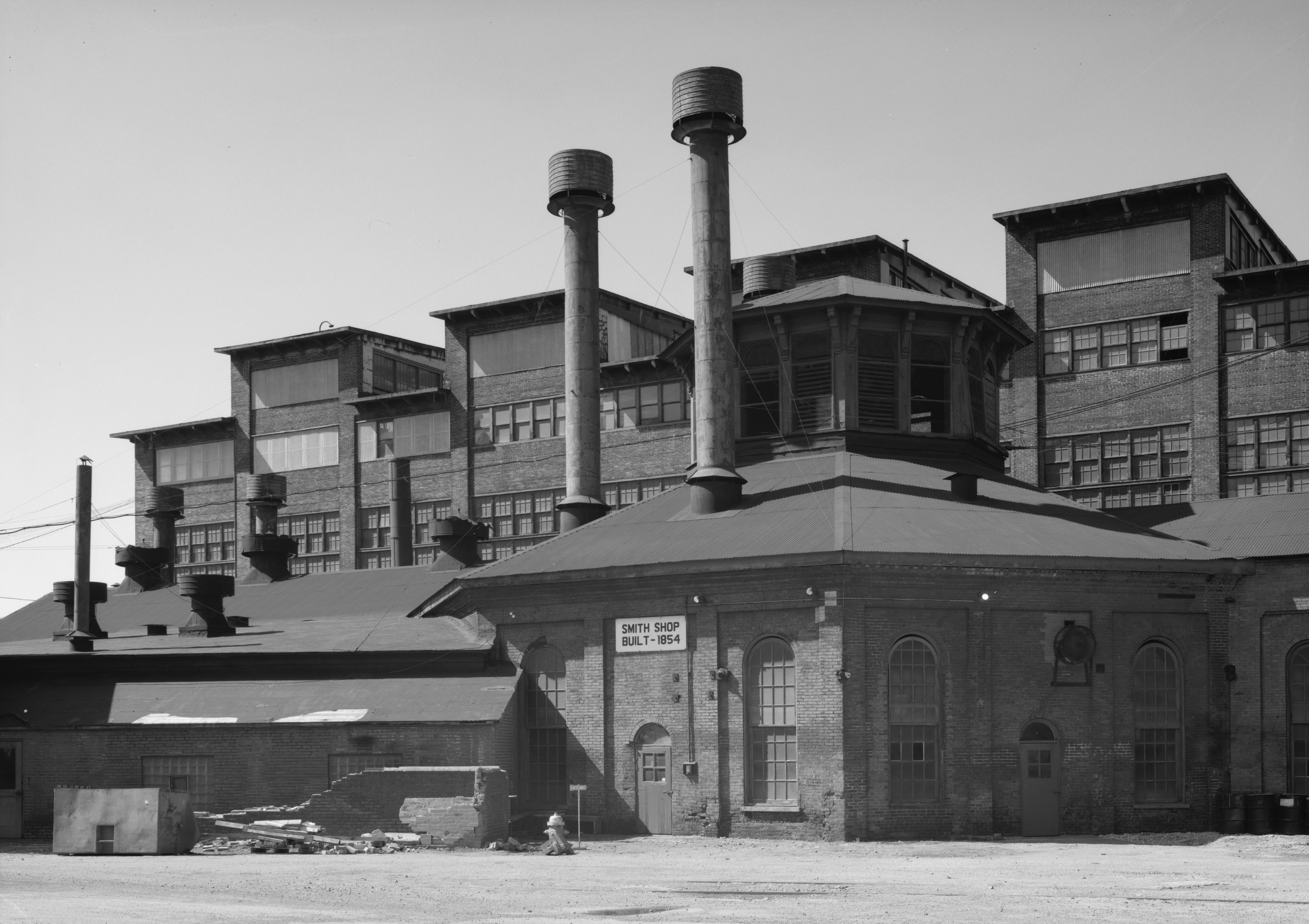
カンブリア・アイアン・カンパニー、ジョンズタウン（1987年）

カンブリア郡（英: Cambria County）は、アメリカ合衆国ペンシルベニア州の中央部西に位置する郡である。人口は13万3472人（2020年）。郡庁所在地はエベンスバーグ・ボロであり、同郡で人口最大の都市はジョンズタウンである。
カンブリア郡はジョンズタウン都市圏に属している。1804年3月26日に、ハンティンドン郡とサマセット郡の一部を合わせて設立された。郡名は、ウェールズの古名から採られた。

## 政治
2008年11月時点でカンブリア郡には92,456人の登録有権者がいた。
- 民主党: 57,000 (61.65%)
- 共和党: 28,285 (30.59%)
- その他の政党: 7,171 (7.76%)

有権者登録では圧倒的に民主党が優勢であり、郡役人を独占しているが、州レベルの選挙では激戦区となり、2008年の選挙では州の役人当選者の4人がすべてカンブリア郡を制した。州内でも最大級に競合が激しい郡である。2000年アメリカ合衆国大統領選挙では、民主党のアル・ゴアが郡総投票数の50.3%を獲得し、対する共和党のジョージ・W・ブッシュは46.4%だった。2004年では、ブッシュは50.8%を取って郡を制し、民主党のジョン・ケリーは48.7%だった。2008年では、民主党が盛り返し、バラク・オバマが49.4%、共和党のジョン・マケインは48.7%だった。2011年には共和党が郡政委員会で多数派となり、2012年大統領選挙では、共和党のミット・ロムニーが58.1%、オバマは40.1%に終わった。
カンブリア郡はアメリカ合衆国下院議員ペンシルベニア州第9および第12選挙区に属し、2013年時点ではいずれも共和党議員を選出している。ペンシルベニア州議会上院では第35選挙区に属しており、下院では第71、第72および第73選挙区に属している。2013年時点で上院は民主党、下院も民主党が独占している。

## 地理
アメリカ合衆国国勢調査局に拠れば、郡域全面積は693平方マイル (1,794.9 km2)であり、このうち陸地688平方マイル (1,781.9 km2)、水域は5平方マイル (12.9 km2)で水域率は0.78%である。

### 隣接する郡
- クリアフィールド郡 - 北
- ブレア郡 - 東
- ベッドフォード郡 - 南東
- サマセット郡 - 南
- ウェストモアランド郡 - 南西
- インディアナ郡 - 西

### 国立保護地域
- アリゲイニー・ポーテージ鉄道国立歴史史跡（部分）
- ジョンズタウン洪水国立記念碑

## 人口動態
以下は2000年国勢調査による人口統計データである。
| 基礎データ - 人口: 152,598人 - 世帯数: 60,531 世帯 - 家族数: 40,616 家族 - 人口密度: 86人/km2（222人/mi2） - 住居数: 65,796軒 - 住居密度: 37軒/km2（96軒/mi2） 人種別人口構成 - 白人: 95.80% - アフリカン・アメリカン: 2.83% - ネイティブ・アメリカン: 0.09% - アジア人: 0.38% - 太平洋諸島系: 0.02% - その他の人種: 0.25% - 混血: 0.64% - ヒスパニック・ラテン系: 0.89% 先祖による構成 - ドイツ系：27.7% - アイルランド系：10.2% - イタリア系：10.1% - ポーランド系：10.0% - スロバキア系：6.5% - アメリカ人：6.2% - イギリス系：5.6% | 年齢別人口構成 - 18歳未満: 21.0% - 18-24歳: 9.0% - 25-44歳: 26.2% - 45-64歳: 24.1% - 65歳以上: 19.7% - 年齢の中央値: 41歳 - 性比（女性100人あたり男性の人口） - 総人口: 94.2 - 18歳以上: 91.3 世帯と家族（対世帯数） - 18歳未満の子供がいる: 27.0% - 結婚・同居している夫婦: 52.8% - 未婚・離婚・死別女性が世帯主: 10.4% - 非家族世帯: 32.9% - 単身世帯: 29.8% - 65歳以上の老人1人暮らし: 15.6% - 平均構成人数 - 世帯: 2.38人 - 家族: 2.96人 |

## 都市と町

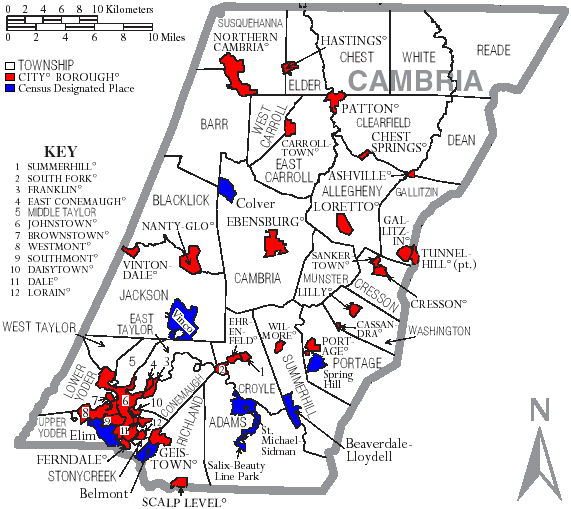
カンブリア郡の自治体、ボロは赤、タウンシップは白、国勢調査指定地域は青

ペンシルベニア州法の下では4種類の自治体がある。市、ボロ、タウンシップ、町である。

### 都市
- ジョンズタウン

### ボロ
| - アシュビル - ブラウンズタウン - キャロルタウン - カッサンドラ - チェストスプリングス - クレッソン - デイジータウン - デール - イーストコーンモー - エベンスバーグ - 郡庁所在地 - エーレンフェルド | - ファーンデール - フランクリン - ガリツィン - ギースタウン - ヘイスティングス - リリー - ロレイン - ロレット - ナンティ・グロ - ノーザンカンブリア | - パットン - ポーテージ - サンカータウン - スカルプレベル - サウスフォーク - サウスモント - サマーヒル - タネルヒル（一部はブレア郡内） - ビントンデール - ウェストモント - ウィルモア |

### タウンシップ
| - アダムズ - アリゲイニー - バー - ブラックリック - カンブリア - チェスト - クリアフィールド - コーンモー - クレッソン - クロイル | - ディーン - イーストキャロル - イーストテイラー - エルダー - ガリツィン - ジャクソン - ローワーヨーダー - ミドルテイラー - マンスター - ポーテージ | - リード - リッチランド - ストーニークリーク - サマーヒル - サスケハナ - アッパーヨーダー - ワシントン - ウェストキャロル - ウェストテイラー - ホワイト |

### 国勢調査指定地域
国勢調査指定地域はアメリカ合衆国国勢調査局が人口統計データを取るために設定した地域である。州法の下では実際の司法権が及ぶ範囲ではない。村などその他の未編入領域も下記に挙げる。
| - ビーバーデール - ベルモント - ブランドバーグ - コルバー - ダンロー - エリム - マンディズコーナー - オークランド | - レブロック - リバーサイド - サリックス - シドマン - スプリングヒル - セントマイケル - ピッツバーグ大学ジョンズタウン校 - ビンコ |

### 未編入の町
- ツインロックス
- フリントン

## 教育

### 高等教育機関
- クライスト・ザ・セイバー神学校
- マウントアロイシアス・カレッジ
- セントフランシス大学
- ピッツバーグ大学ジョンズタウン校[6]

### コミュニティカレッジ
- カンブリア・ロー実業カレッジ

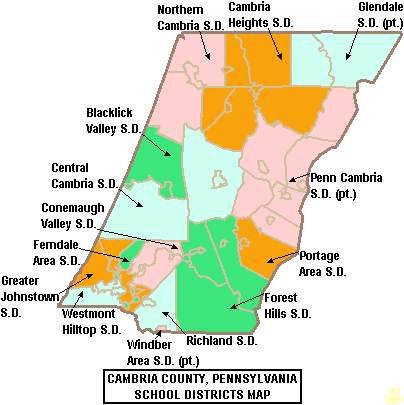
カンブリア郡教育学区の区分図

- ペンシルベニアハイランド・コミュニティカレッジ

### 公共教育学区
- ブラックリックバレー教育学区
- カンブリアハイツ教育学区
- 中央カンブリア教育学区
- コーンモーバレー教育学区
- ファーンデール地域教育学区
- フォレストヒルズ教育学区
- グレンデール教育学区（一部はクリアフィールド郡内）
- グレータージョンズタウン教育学区
- 北カンブリア教育学区
- ペンカンブリア教育学区（一部はブレア郡内）
- リッチランド教育学区
- ウェストモントヒルトップ教育学区
- ウィンドバー地域教育学区（一部はサマセット郡内）

- 州内には11の公立サイバー・チャータースクールがあり、州内の幼稚園から12年生まで無料で利用できる。

## 公園とレクリエーション
郡内には州立公園が2か所ある。
- プリンスガリツィン州立公園 - デメトリウス・ガリツィンに因んで名付けられた。ガリツィンはロシアの貴族であり、カトリックの聖職者に転向し、カンブリア郡開拓を促進した
- ローレルリッジ州立公園 - カンブリア郡に始まり、ファイエット郡のオハイオパイル州立公園で終わる、全長70マイル (110 km) のハイキングコースがある